# Yohan Hwang
Yohan Hwang, nome de nascimento Hwang Yohan (Hangul: 황 요한), nasceu em 27 de Novembro de 1995, em Goyang, Gyeonggi, Coréia do Sul. Ele é um cantor, depois de vencer a primeira temporada de I Love OPM nas Filipinas.

## Filmografia

### Televisão
- 2016: I Love OPM
- 2016: Umagang Kay Ganda
- 2016: Tonight With Boy Abunda
- 2016: Gandang Gabi Vice
- 2016: Magandang Buhay
- 2016: It's Showtime